# Leon Mazairac
Leon Mazairac (Utrecht, 3 januari 1978) is een Nederlandse chef-kok en televisiepersoonlijkheid.

## Biografie

### Culinaire opleiding
Leon Mazairac volgde zijn opleiding aan de Hotelschool Ter Duinen in Koksijde. Hij liep stage en werkte in diverse restaurants, waaronder Vreugd en Rust van Henk Savelberg in Voorburg, Grand Hotel Victoria Jungfrau in Interlaken (Zwitserland) en Le Pré Catelan te Parijs bij Frederic Anton. Zijn grootste inspiratie kwam van zijn periode bij Restaurant Alain Ducasse in Parijs. Zijn leermeester was daar Jean-Francois Piège.

#### Restaurant en culinaire carrière
Mazairac is nationaal bekend geworden als chef-kok en mede-eigenaar van het Utrechtse restaurant Podium onder de Dom, waar hij door Gault & Millau werd uitgeroepen tot belofte van het jaar van 2016. Daarnaast won hij in deze periode ook samen met sommelier Goos van den Berg de nationale (Amsterdam) en internationale (Jerez de la Frontera) Copa Jerez, een internationaal concours van chefs en sommeliers. In de jury zaten Josep Rocca van El Celler de Can Rocca en Andoni Aduriz van restaurant Mugaritz. Mazairac werd tevens uitgeroepen tot beste chef van het toernooi. 
Na een korte periode in Zandvoort en Orlando (Verenigde Staten) werd hij in 2020 keukenchef bij restaurant Karel 5. In 2023 ontving hij zijn eerste Michelinster.

#### Televisie
Mazairac heeft ook bekendheid bij een breder publiek door zijn rol als presentator (2008-2010) van het programma Eet smakelijk van omroep LLiNK, waarvan drie seizoenen werden uitgezonden: Eet smakelijk deel 1, deel 2 en Eet smakelijk op reis.
Sinds 2015 is Mazairac expert in het televisieprogramma BinnensteBuiten van omroep KRO-NCRV.
In de zomereditie van 2023 was Mazairac deelnemer aan het programma De slimste mens.